# Tyler Cuma
Tyler Cuma, född 19 januari 1990, är en kanadensisk professionell ishockeyspelare som spelar för Minnesota Wild i NHL.
Han draftades i första rundan i 2008 års draft av Minnesota Wild som 23:e spelare totalt.